# Sara Nuru

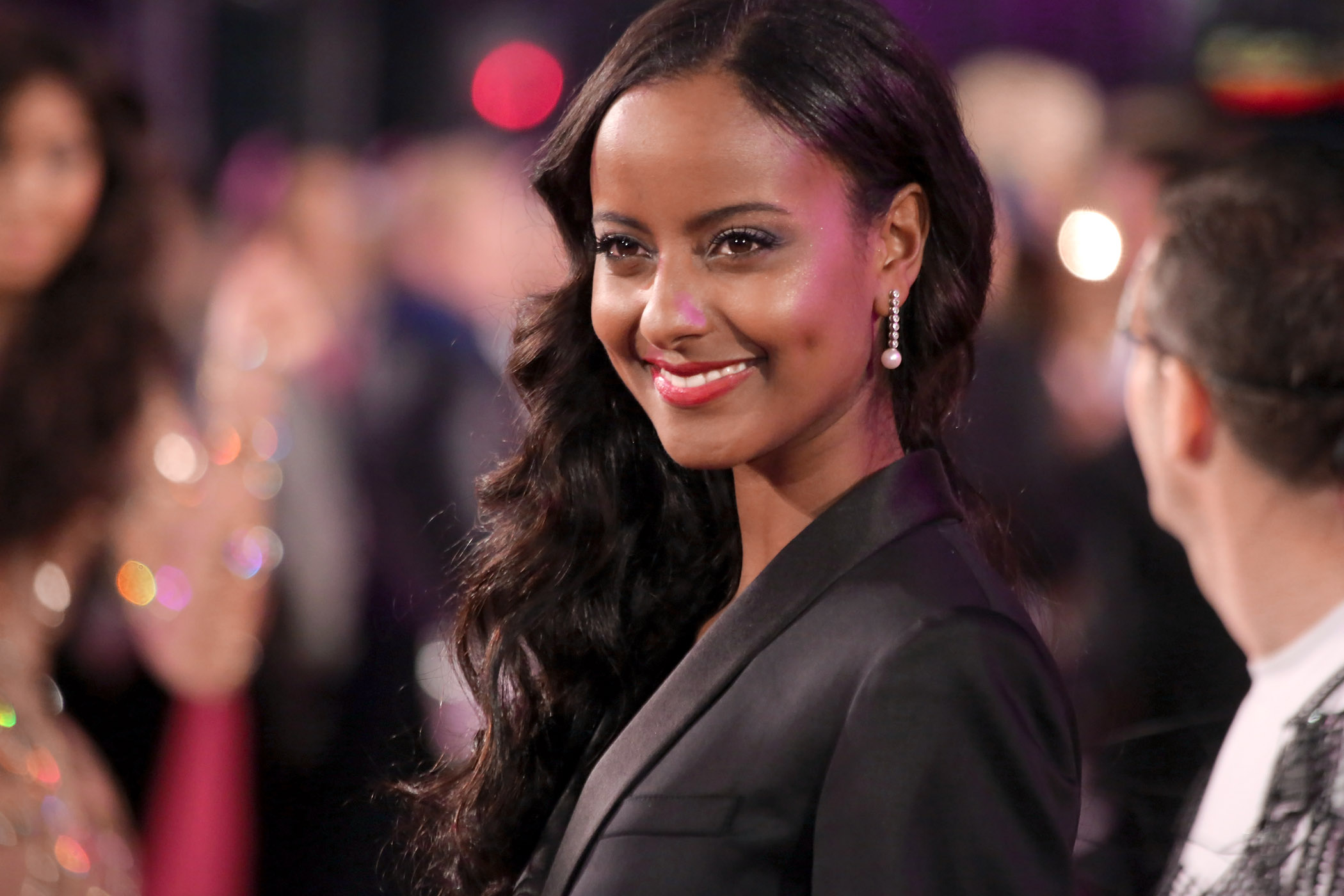
Sara Nuru (2013)

Sara Nuru (* 19. August 1989 in Erding) ist ein deutsches Model und Unternehmerin. Einem breiten Publikum wurde sie als Siegerin der vierten Staffel der Castingshow Germany’s Next Topmodel bekannt, die von Februar bis Mai 2009 vom Fernsehsender ProSieben ausgestrahlt wurde. Seit 2018 ist sie Botschafterin für nachhaltige Entwicklung des Bundesministeriums für wirtschaftliche Zusammenarbeit und Entwicklung.

## Leben

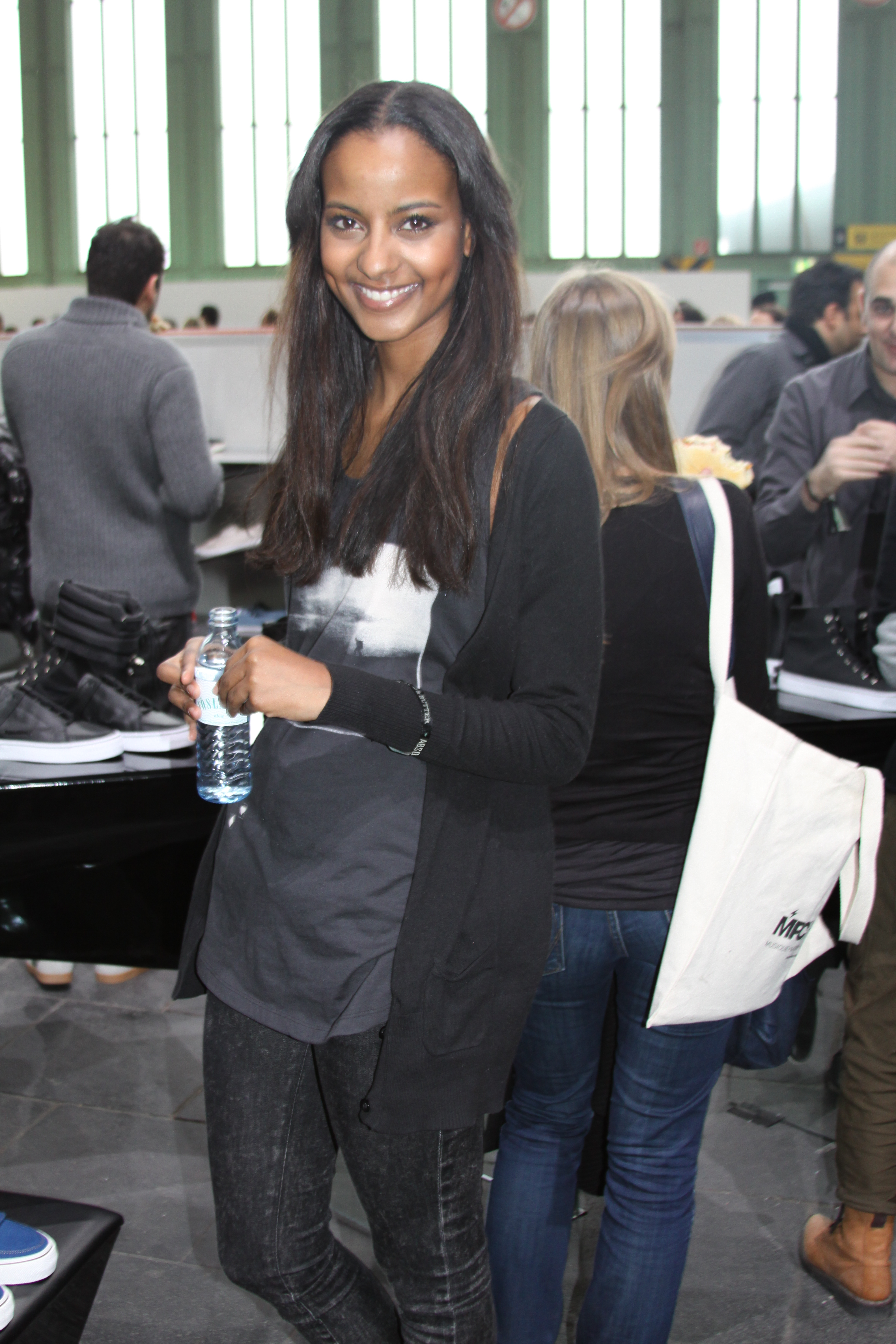
Sara Nuru auf der Modemesse Bread & Butter in Berlin 2011

Sara Nuru wurde als drittes Kind äthiopischer Immigranten geboren, die 1986 aus ihrer Heimat nach Süddeutschland ausgewandert waren und sich im oberbayerischen Grünbach (Bockhorn) bei Erding angesiedelt hatten. Sie war laut eigenen Angaben das erste Kind schwarzer Hautfarbe, das im Erdinger Krankenhaus geboren wurde. Bis 1999 lebte die Familie in Erding, dann zog sie nach München um. Dort wuchs Nuru gemeinsam mit drei Schwestern auf. Sie spricht neben Deutsch, Arabisch und Englisch auch ein wenig Amharisch.
Bereits vor ihrer Teilnahme an Germany’s Next Topmodel hatte Nuru Erfahrung als Model gesammelt. Im Alter von 15 Jahren war sie von einer Fotografin in der Fußgängerzone angesprochen worden, woraufhin Fotoshootings folgten. Im Jahr 2008 begann sie für befreundete Modedesign-Studenten Modenschauen zu laufen und erschien auf einem Laufsteg in Dresden unter anderem gemeinsam mit der Vorjahressiegerin Jennifer Hof.
Im Jahr 2023 heiratete sie den Schweizer Medienunternehmer Michael Wanner (CH Media) und wurde Mutter eines Kindes.

## Germany’s Next Topmodel
Sara Nuru wurde von ihrem Freund zum Besuch des Germany’s-Next-Topmodel-Castings in München überredet. Nuru gehörte daraufhin zu den insgesamt 30 ausgewählten Bewerberinnen, deren Zahl sich in den folgenden 14 Sendungen auf drei Finalteilnehmerinnen verringerte. Im Laufe der wöchentlich ausgestrahlten Fernsehshow, die die Teilnehmerinnen unter anderem nach New York City, Los Angeles, Las Vegas, Honolulu und Singapur führte, sicherte sie sich Werbekampagnen mit Gillette.
Im Finale der vierten Staffel, das am 21. Mai 2009 in der Kölner Lanxess Arena als Liveshow vor 15.000 Gästen stattfand, kürte die Jury um Moderatorin Heidi Klum, Modelagent Peyman Amin und Castingagent Rolf Scheider die favorisierte Nuru zur ersten schwarzen Siegerin der Castingshow. Damit verwies sie die 18-jährige Schülerin Mandy Bork aus Witten und das 20-jährige Model Marie Nasemann aus Gauting auf die Plätze zwei und drei. Die 19-Jährige war auf dem Cover der August-Ausgabe des deutschsprachigen Lifestyle-Magazins Cosmopolitan zu sehen und war das Gesicht der neuen Kampagnen des Düsseldorfer Bekleidungsunternehmens C&A und der Kosmetikfirma Maybelline Jade. Einen Werbespot für die Fastfood-Kette McDonald’s drehte sie mit Heidi Klum und den beiden anderen Finalistinnen.

## Weitere Tätigkeiten
Ab 2009 lief Nuru auf Shows in London, Mailand und New York City und auf der Berlin Fashion Week. Designer bzw. Modelabels, für die sie tätig ist, sind unter anderem Laurèl, Guido Maria Kretschmer, Gant, Cesar Galindo NY, Custo Barcelona und Roberto Cavalli. Sie war in Werbekampagnen zum Beispiel für Reebok, C&A, Dallmayr, Lufthansa, Maybelline Jade und Lascana zu sehen.
Für den Life Ball 2013 schlüpfte Sara Nuru in das Kostüm der Scheherazade. Im Rahmen der weltweit ausgestrahlten Show lief sie für die Couture Show von Roberto Cavalli.
Neben ihrer Tätigkeit als Model moderiert Nuru häufig. So hat sie live vom roten Teppich der Oscar-Verleihung und von zwei Germany’s-Next-Topmodel-Finalen berichtet und wird als Moderatorin für Events und Galas gebucht.
Gemeinsam mit Uwe Krist bereiste Nuru europäische Metropolen und berichtete im REISEfieber-Magazin des Frühstückfernsehens von Sat.1 über Reisetipps und kulturelle Höhepunkte. Auch als Schauspielerin konnte sie bereits einige Erfahrungen sammeln. Sie hatte eine Nebenrolle in der deutschen Kinokomödie Otto’s Eleven und einen Gastauftritt in der Fernsehserie Die Dreisten Drei. Im Herbst 2011 war sie gemeinsam mit bekannten Gesichtern wie der RTL Moderatorin Nazan Eckes und dem Boxer Wladimir Klitschko in der Imagekampagne Sag’s auf Deutsch zu sehen.

## Soziale und ehrenamtliche Engagements
Sie engagiert sich bei Karlheinz Böhms Stiftung Menschen für Menschen als Botschafterin für die Kampagne Generation ABC-2015.
2016 gründete Nuru gemeinsam mit ihrer Schwester Sali die Firma „nuruCoffee“. Das Unternehmen verkauft Kaffee aus Äthiopien und unterstützt mit ihrem Verein nuruWomen äthiopische Frauen mit Mikrokrediten als Starthilfe für ein Geschäftsmodell.
Schlüsselerlebnis für die Veränderung der Prioritäten in ihrem Leben war laut Nuru ein Test für einen Privatsender: Sie sollte ein mit Blattgold verziertes Luxuseis zum Preis von 1000 Dollar beurteilen.
Seit 2018 ist Nuru Botschafterin für nachhaltige Entwicklung des Bundesministeriums für wirtschaftliche Zusammenarbeit und Entwicklung. Im September 2022 erhielt sie gemeinsam mit ihrer Schwester Sali Nuru gleichzeitig mit Friedensnobelpreisträger Muhammad Yunus den Karl Kübel Preis der Karl Kübel Stiftung.

## Filmografie
- 2010: Otto’s Eleven
- 2011: Die Dreisten Drei

## Werk
- Sara Nuru, mit Sarah Borufka: Roots. Wie ich meine Wurzeln fand und der Kaffee mein Leben veränderte. Goldmann Verlag, München 2019, ISBN 9783442142453.